# Bourgeau Lake
Bourgeau Lake är en sjö i Kanada.   Den ligger i provinsen Alberta, i den centrala delen av landet, 3 000 km väster om huvudstaden Ottawa. Bourgeau Lake ligger 2 130 meter över havet.
Trakten runt Bourgeau Lake består i huvudsak av gräsmarker. Trakten runt Bourgeau Lake är nära nog obefolkad, med mindre än två invånare per kvadratkilometer.